# Laniifera cyclades
Laniifera cyclades là một loài bướm đêm trong họ Crambidae.